# Foltosodó tinóru
A foltosodó tinóru (Imperator torosus) a tinórufélék családjába tartozó, Európában honos, meleg lomberdőkben élő, nyersen mérgező gombafaj. 

## Megjelenése
A foltosodó tinóru kalapja 6-20 cm széles; fiatalon félgömb alakú, később domború, idősen közel laposan kiterül. Színe fiatalon élénksárga vagy aranysárga, majd szürkés, szürkésfehér némi okkeres beütéssel, sárgásfehér, sárga, okkerbarnás, ritkán narancssárga vagy vörös, idősen olívzöldes. Felülete fiatalon kissé bársonyos, majd simává válik, nedves időben némileg ragadós. Nyomásra, sérülésre erőteljesen kékül (a fiatal, sárga kalapú példányok vörösödnek).
Húsa citromsárga, sérülésre gyorsan, erőteljesen elkékül. Szaga kellemetlen, íze enyhe.
Termőrétege pórusos. A csövek citromsárgák, idősen olajzöldek, sérülésre erősen kékülnek.
Tönkje 6–15 cm magas és 3–6 cm vastag. Alakja vaskos, töve felé gumósan vastagodó. Színe krémszínű vagy sárga, vörösen foltos, rajta vörösbarna, aprószemű hálózattal. Töve vöröses.
Spórapora olívbarna. Spórája ovális, sima, mérete 12–15 x 5–6 μm.

### Hasonló fajok
A változékony tinóruval, kesernyés tinóruval vagy a rézvörös tinóruval lehet összetéveszteni. 

## Elterjedése és termőhelye
Európában honos (inkább délen), keleten a Kaukázusig terjed. Magyarországon ritka.
Melegkedvelő lomberdőkben található meg, leginkább tölgy, bükk és szelídgesztenye alatt. Augusztustól októberig terem. 
Nyersen mérgező, koprint tartalmaz. Alaposan megfőzve fogyasztható, de vannak akiknek így is emésztőszervi panaszokat okoz. Alkohollal együttfogyasztása diszulfirám típusú mérgezéssel jár.

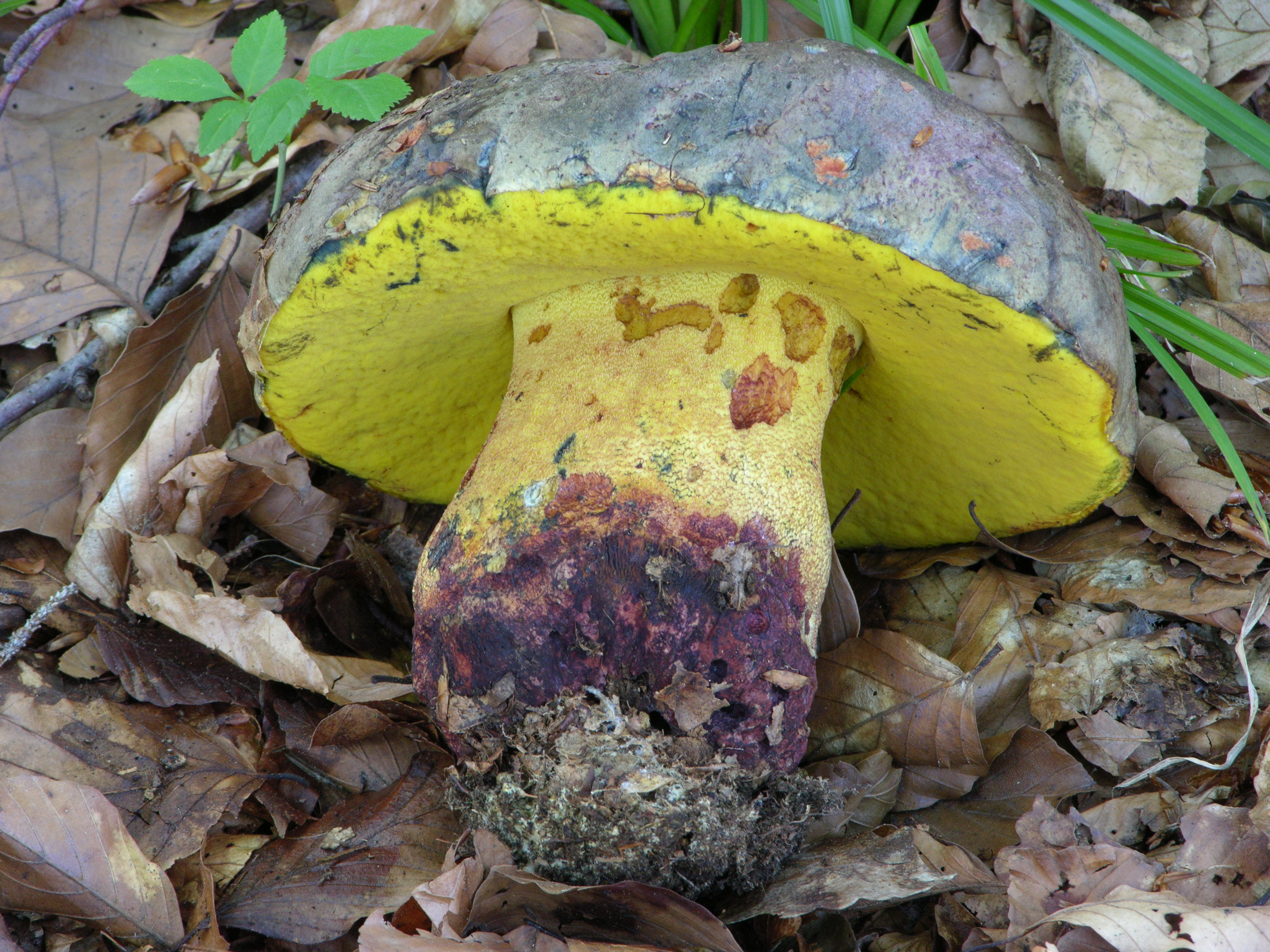
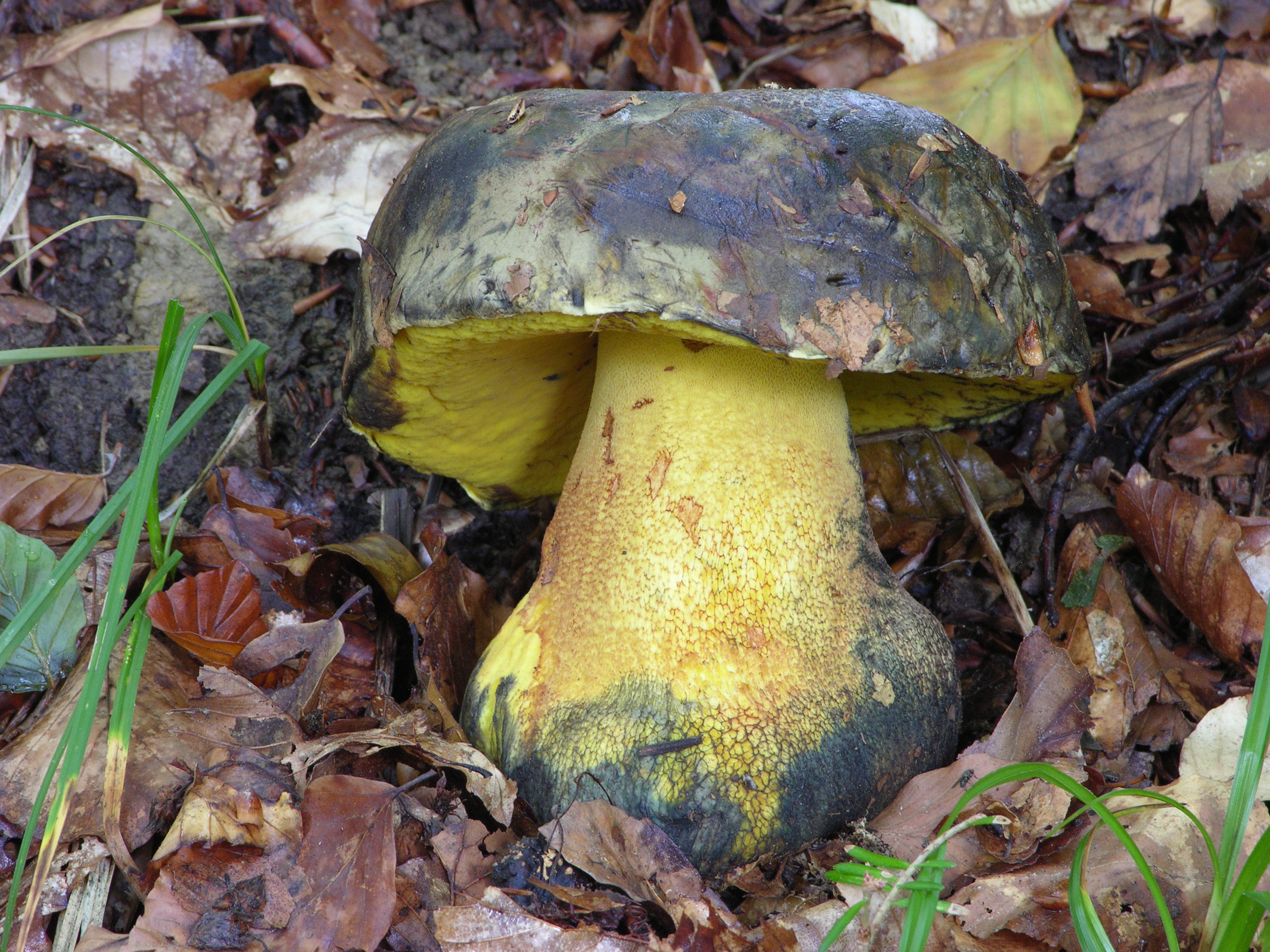
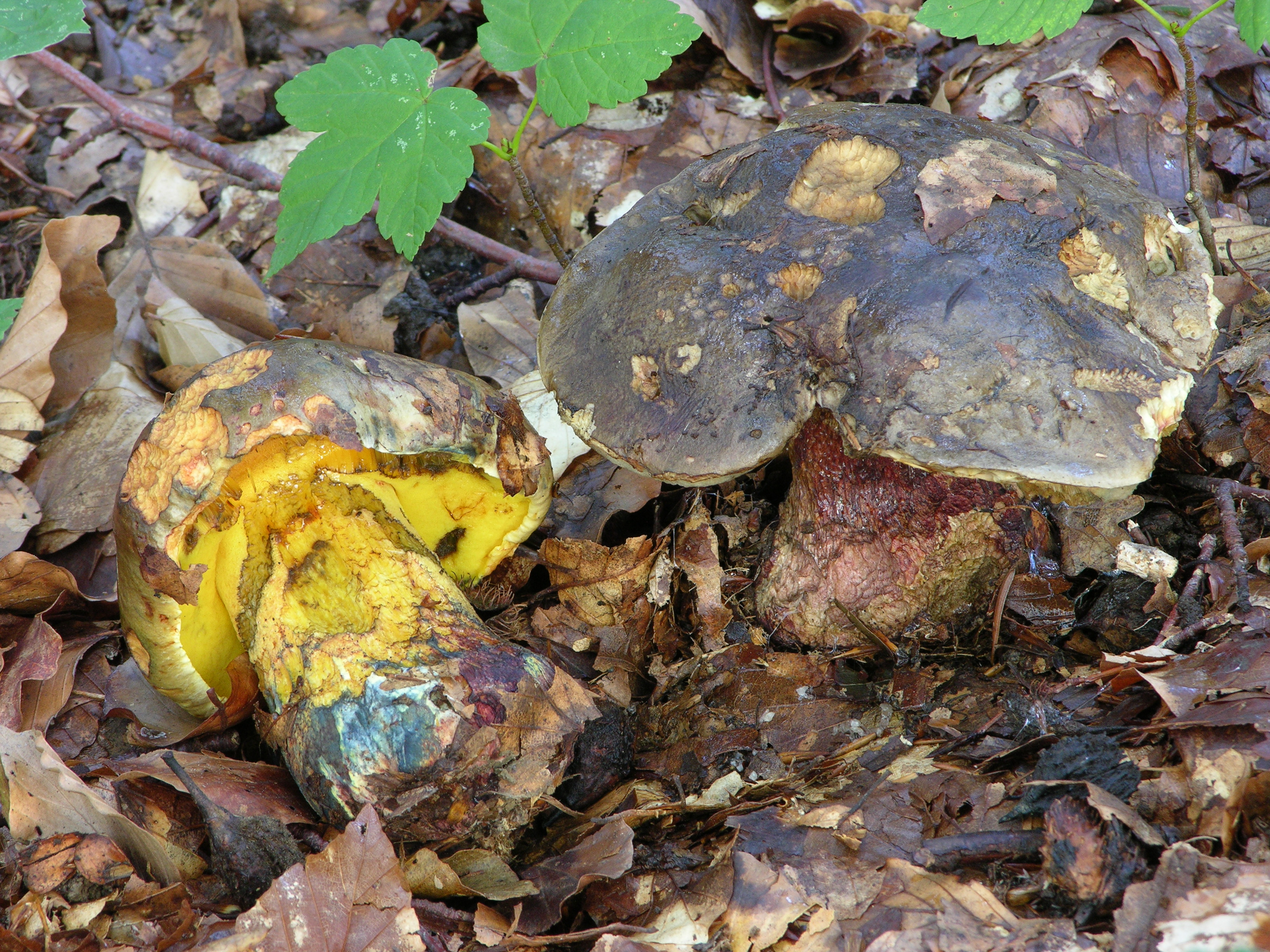